# Jejkowice
Pour les articles homonymes, voir Jejkowice (homonymie).
Jejkowice est un village de la voïvodie de Silésie et du powiat de Rybnik. Il est le siège de la gmina de Jejkowice et comptait 3 753 habitants en 2008.

## Histoire
De 1818 à 1922, Jeykowitz fait partie de l'arrondissement de Rybnik dans le district d'Oppeln au sein la province de Silésie